# Police XI
Police XI is een Botswaanse voetbalclub uit de hoofdstad Gaborone. De club werd in 1977 opgericht en pakte in het jaar 2006 voor het eerst de landstitel van Botswana.

## Erelijst
Landskampioen
-2006
Botswana Defence Force XI · 
Botswana Meat Commission · 
ECCO City Greens · 
Extension Gunners · 
FC Satmos · 
Gaborone United · 
Miscellaneous · 
Mochudi Centre Chiefs · 
Mogoditshane Fighters · 
Motlakase Power Dynamos · 
Nico United · 
Notwane FC · 
Police XI · 
TAFIC · 
Township Rollers · 
Uniao Flamengo Santos